# Jayasampurna
Jayasampurna is een bestuurslaag in het regentschap Bekasi van de provincie West-Java, Indonesië. Jayasampurna telt 8620 inwoners (volkstelling 2010).